# Muren (Antarktika)
Muren (norwegisch für Mauer) ist ein Berg im ostantarktischen Königin-Maud-Land. Er ragt im äußersten Süden der Kraulberge auf. 
Wissenschaftler des Norwegischen Polarinstituts benannten ihn 1970.